# バシル・ジョマイ・ファイ
バシル・ジョマイ・ジャハル・ファイ（フランス語: Bassirou Diomaye Diakhar Faye, 1980年3月25日 - ）は、セネガルの政治家。2024年のセネガル大統領選で勝利し、2024年4月2日に大統領に就任した。
セネガル史上最年少の43歳で大統領となった。複数の配偶者を有する（一夫多妻制）初めての大統領でもある。自身の名であるジョマイはセレール語で「名誉ある」を意味する。

## 経歴
セレール族の一員として生まれ育つ。父はセネガル社会党党員であり、祖父は第二次世界大戦中にフランス植民地当局と教育を巡って対立し、投獄された経験を持つ。2000年にシェイク・アンタ・ジョップ大学で法学の学士を取得し、セネガル国立行政学院在学中にウスマン・ソンコと親しくなる。税金と不動産エージェントの住宅所有を促進する運動を行った。ファイは2019年のセネガル大統領選挙にPASTEF党首となっていたソンコを立候補させたが3位に終わった。同時に、ファイは故郷のンジャガナオ市長選挙に立候補するが落選。
2023年4月14日にSNSで法廷に関するデマを拡散させたとして、名誉毀損罪で逮捕された。2024年2月に現職のマッキー・サル大統領が誰が立候補できるかを巡り、紛争を理由に選挙を延期しようとした後、広範な抗議が勃発し、セネガル憲法評議会は延期を促した。政府は2月末に社会的および政治的不安を鎮静化するための恩赦法案を提出し、大統領選挙のわずか10日前の3月14日にソンコとともに恩赦によって、釈放された。
3月24日の大統領選挙はマッキー・サル大統領の支援を受けた前首相のアマドゥ・バ候補との一騎打ちとなり、54.28%対35.79%の得票率でファイが大統領に当選。4月2日に就任宣誓を行い、首相にソンコを任命した。